# SN 2005ii
SN 2005ii – supernowa typu Ia odkryta 20 października 2005 roku w galaktyce A001303-0037. W momencie odkrycia miała maksymalną jasność 22,30m.